# Palazzetto dello Sport (Cagliari)
Il Palazzetto dello Sport di Cagliari, noto anche come PalaPirastu e PalaRockefeller, è un impianto sportivo situato nel quartiere Montemixi.
Ha una capienza ufficiale di 2.266 spettatori ma, non essendo numerati, e avendo solamente una tribuna dotata di seggiolini, può arrivare a contenere fino a 4.000 spettatori circa, come capitato spesso nei grandi eventi. Precedentemente era noto come PalaRockefeller dal nome della via in cui esso è sito. Il 30 giugno 2017 è stato intitolato a Luigi, Antonio, Emilio, Ignazio, Gianfranco, Carlo e Paolo Pirastu, fratelli devoti allo sport cittadino e in particolare alla pallacanestro: Luigi fu tra le altre cose il presidente della Brill Cagliari negli anni della Serie A.

## Storia
L'impianto fu costruito a cavallo degli anni sessanta e settanta, su progetto di Enrico Faggioli, per ospitare le partite casalinghe della Brill Cagliari (la prima squadra di basket sarda ad aver giocato in Serie A), in quanto essa disputava le sue partite alla Fiera di Cagliari e quando questa era occupata da eventi costringeva la squadra al trasloco negli impianti della Coca Cola in viale Elmas. L'inaugurazione avvenne nel 1968 in un match amichevole contro la Gillette All Stars, una selezione di giocatori internazionali allenata da Jim McGregor. Nell'estate del 1974 ospitò anche un girone e la fase finale degli Europei femminili di pallacanestro, torneo disputatosi interamente in Sardegna con partite anche a Sassari e Nuoro. Successivamente ha in seguito ospitato le partite di pallavolo dell'VBA Olimpia Sant'Antioco e della Cagliari Volley negli anni della serie A e saltuariamente anche in Serie B1.
Oltre ad aver ospitato le diverse realtà sportive cittadine, si sono svolti anche diversi eventi sportivi, quali le qualificazioni all'EuroBasket 2009 e quelle ad EuroBasket 2015, le qualificazioni al World Grand Prix 2010 e la Supercoppa italiana di pallavolo maschile 2011, oltre a varie amichevoli delle nazionali italiane di pallavolo e pallacanestro.

## Caratteristiche
L'impianto è caratterizzato da una cupola in cemento e da colonne portanti ai lati.
All'esterno si trova un campo da basket all'aperto con superficie in asfalto (il cosiddetto playground) e con una tribunetta di capienza pari a 190 posti, una pista anulare di pattinaggio a rotelle in cui all'interno è presente un'area adibita al pattinaggio artistico a rotelle.
L'interno è costituito da un unico settore, senza divisioni tra curve e tribune, ma con la ristrutturazione del 2007 per ospitare il torneo pre-europeo della Nazionale italiana di basket sono state aggiunte delle poltroncine numerate nella tribuna Ovest. Il palazzetto ospita anche 2 bar, una tribuna parterre/stampa e presenta un impianto di aria condizionata. Il campo di gioco è in parquet su cui può venire applicata la superficie in PVC (chiamato con il termine commerciale di Taraflex) per le partite di pallavolo.
Nell'estate 2017 la neonata Cagliari Dinamo Academy suddivise l'impianto in 8 settori, così chiamati in onore di varie località della città:
- Tribuna Castello di San Michele (Tribuna Ovest)
- Tribuna Bastione di Saint Remy (Tribuna Est)
- Gradinata Sella del Diavolo (Curva Nord)
- Gradinata Carlo Felice (Curva Sud)
- Tribuna Poetto I Fermata (Tribuna laterale Nord-Est)
- Tribuna Poetto II Fermata (Tribuna laterale Nord-Ovest)
- Tribuna Poetto III Fermata (Tribuna laterale Sud-Ovest)
- Tribuna Poetto IV Fermata (Tribuna laterale Sud-Est)

L'estate successiva ridusse le zone da 8 a 4, estendendo i settori Tribuna Poetto alle gradinate ora uniti sotto un'unica tariffa.

## Eventi
Il PalaPirastu è usato prevalentemente per gli incontri di pallavolo e di pallacanestro delle squadre cittadine; attualmente ne fanno uso le squadre cestistiche Russo Cagliari e Olimpia Cagliari e dal 2012 anche la squadra femminile del CUS Cagliari, e la Cagliari Volley per la pallavolo. Inoltre si svolgono annuali competizioni di danza moderna. Nel febbraio 2019 ha ospitato i Campionati del Mediterraneo di scherma.
Il palazzetto può ospitare partite del massimo campionato di pallavolo e le partite del campionato di basket, compresi gli eventi internazionali ufficiali. Per quanto riguarda la pallavolo invece può ospitare soltanto incontri internazionali amichevoli, dopo l'ammonizione ufficiale della FIVB successiva al World Grand Prix femminile: il palazzetto è risultato non idoneo ad incontri ufficiali per via delle ridotte dimensioni del campo per destinazione. I fotografi accreditati infatti si sono dovuti accomodare in tribuna per mancanza di spazio.

## Galleria d'immagini

PalaRockefeller di Cagliari negli anni '70
PalaRockefeller negli anni d'oro della Brill Cagliari
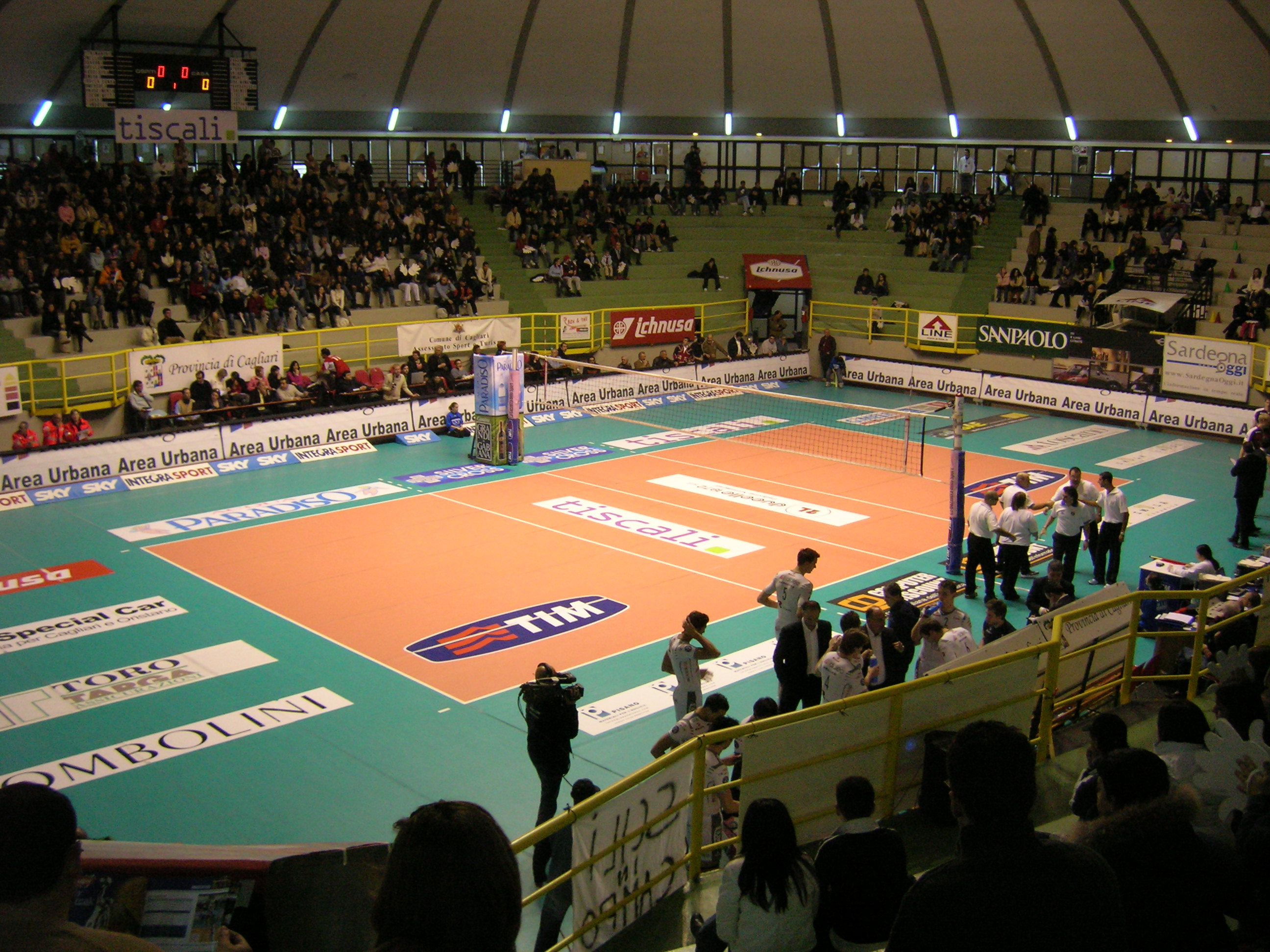
PalaRockefeller con copertura in taraflex
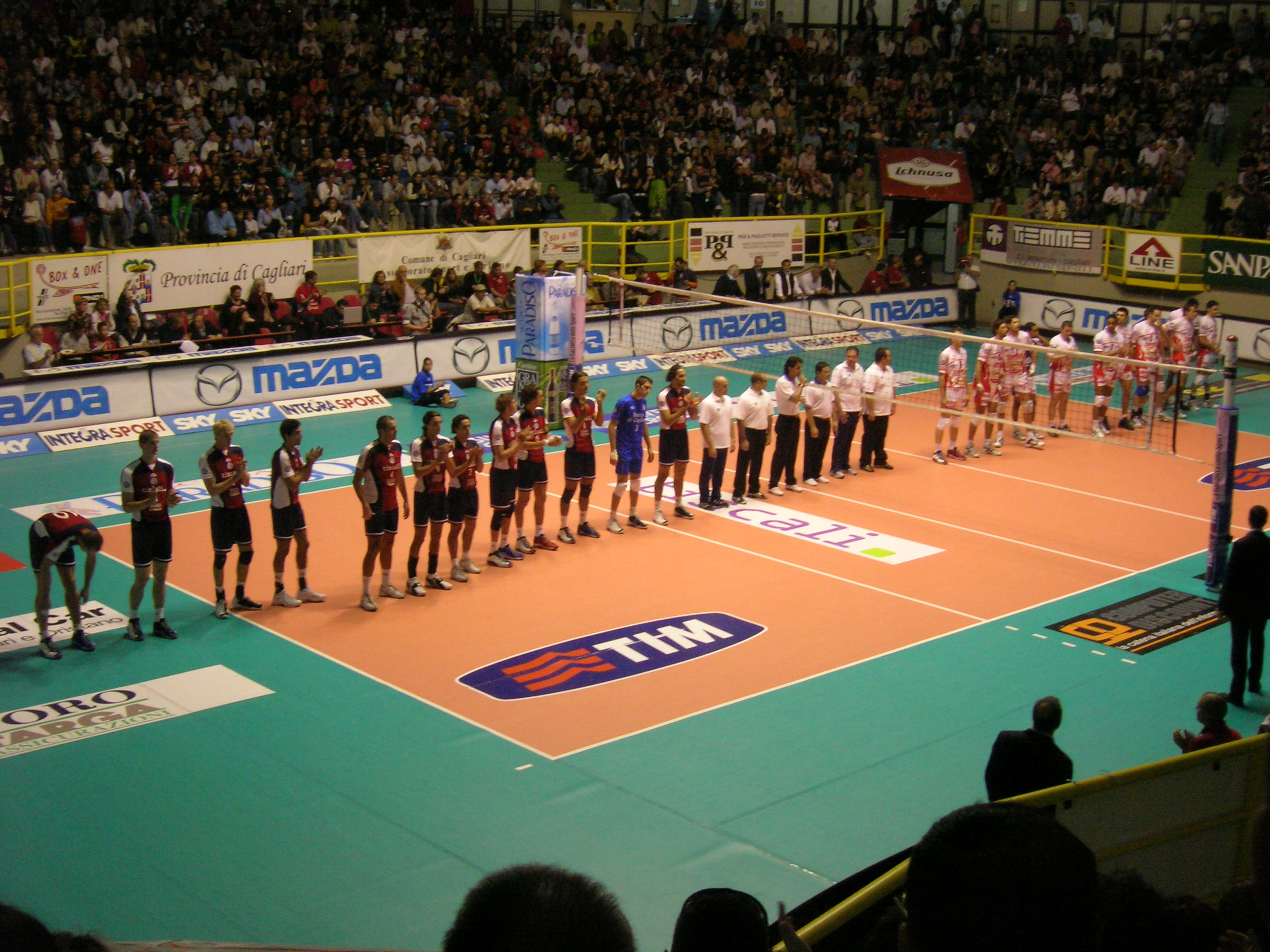
Cagliari-Piacenza, valida per il Campionato di Serie A1 di Volley 2005/2006